# Francesc Bussot
Francesc Bussot fue un jugador de fútbol español. Jugaba en la posición de defensa. Como jugador del Fútbol Club Barcelona formó parte del equipo que ganó la primera Liga española en la temporada 1928-1929, aunque solo disputó 2 partidos. La temporada siguiente, la última en el Barça, solo jugó amistosos. 

## Palmarés
| Título        | Club                  | Año  |
| ------------- | --------------------- | ---- |
| Liga          | Fútbol Club Barcelona | 1929 |
| Copa Cataluña | Fútbol Club Barcelona | 1930 |

## Equipos
| Club                  | País   | Año  |
| --------------------- | ------ | ---- |
| Fútbol Club Barcelona | España | 1928 |
| Palafrugell           | España |      |